# Versorgungsrecht (Deutschland)
Versorgungsrecht ist in Deutschland die Rechtsmaterie, die die Versorgung der natürlichen Personen in einem öffentlich-rechtlichen Dienst- oder Amtsverhältnis regelt. Das Versorgungsrecht findet Anwendung auf Beamte, Soldaten und Richter sowie Personen in einem Amtsverhältnis wie Bundespräsident, Bundeskanzler, Bundesminister, Parlamentarische Staatssekretäre. Das Versorgungsrecht gehört zum öffentlichen Recht und ist Teil des Besonderen Verwaltungsrechts.

## Rechtsquellen
Die Grundlagen des Versorgungsrechts finden sich in Art. 33 Grundgesetz (GG). Das Versorgungsrecht der Bundesbeamten, Soldaten und Bundesrichter liegt gemäß Art. 73 Abs. 1 Nr. 8 GG in der ausschließlichen Gesetzgebungskompetenz des Bundes. Dazu hat der Bund folgende Gesetze erlassen:
- Beamtenversorgungsgesetz
- Soldatenversorgungsgesetz

Das Versorgungsrecht der Landesbeamten und Richter der Ländergerichte wird von den Ländern geregelt. Gemäß Art. 70 Abs. 1 i. V. m. Art. 74 Abs. 1 Nr. 27 GG haben die Länder für ihre Beamten und Richter die ausschließliche Gesetzgebungskompetenz.

## Regelungsinhalte
Das Versorgungsrecht trifft Bestimmungen auf folgenden Gebieten:
- Ruhegehalt
- Dienstunfall-Versorgung
- Hinterbliebenen-Versorgung

## Abgrenzung
Nicht unter das Versorgungsrecht im Sinne dieses Artikels fallen die in die Zuständigkeit der Versorgungsämter fallenden Aufgaben der Kriegsopferversorgung nach dem Bundesversorgungsgesetz (BVG), der Versorgung von Zivildienstleistenden nach dem Zivildienstgesetz (ZDG) und der Schwerbehindertenversorgung nach dem Neunten Buch Sozialgesetzbuch (SGB IX).